# Palmelo
Palmelo là một đô thị thuộc bang Goiás, Brasil. Đô thị này có diện tích 58,997 km², dân số năm 2007 là 2446 người, mật độ 41,5 người/km².